# Juan Diego Molina Martínez
Juan Diego Molina Martínez, meglio noto come Stoichkov (San Roque, 5 novembre 1993), è un calciatore spagnolo, attaccante o centrocampista del Granada.